# ロッキー・マウント駅
ロッキー・マウント駅（英語：Rocky Mount Station）はアメリカ合衆国ノースカロライナ州ロッキーマウント コーストライン・ストリート101にある駅。 全米各地を結ぶ旅客鉄道のアムトラックが乗り入れている。

## 概要
当駅は、ウィルミントン・アンド・ウェルドン鉄道の駅として1893年に建設された。駅舎はロッキーマウントの歴史地区の一部でダウンタウンのリハビリテーションのマスタープランに含まれているため1997年に改装が始まった。ホーム上屋は再建され、新しいADA準拠のプラットホームが建設された。工事は連邦政府、ノースカロライナ州、地方自治体の資金からの約900万ドルの融資により2000年12月に竣工した。

## 利用可能な鉄道路線／列車
アムトラックの停車する列車は下記の通り。
ニューヨークとマイアミ間の夜行長距離列車シルバー・メティオ号…1日1往復停車
ニューヨークとマイアミ間の夜行長距離列車シルバー・スター号…1日1往復停車
ニューヨークとサバンナ間の昼行長距離列車パルメット号…1日1往復停車
ニューヨークとシャーロット間の昼行長距離列車カロリニアン号 …1日1往復停車

## バス
当駅から乗車できるバスは以下の通り。
中長距離バス：グレイハウンド
路線バス： ター・リバー・トランジット (Tar River Transit)